# Controllo attivo del rumore

Descrizione grafica della tecnologia ACN

il controllo attivo del rumore, in inglese active noise control (ANC, controllo attivo del rumore), conosciuto anche come "cancellazione del rumore" (noise cancellation), o "riduzione attiva del rumore" (ANR, active noise reduction), è un metodo per ridurre il suono non voluto tramite la sovrapposizione con un secondo suono specificamente progettato per cancellare il primo.

## Funzionamento
Il suono è un'onda longitudinale, che consiste in una fase di compressione e di una fase di rarefazione. Un altoparlante con tecnologia noise-cancellation emette due onde sonore: il suono che si vuole trasmettere e una seconda onda con la stessa ampiezza e con fase opposta rispetto al suono esterno che si vuole cancellare. Questa seconda onda e il rumore esterno si combinano (tramite un processo chiamato interferenza) e si cancellano.
La moderna tecnologia ANC si basa sull'utilizzo di circuiti analogici o tramite l'elaborazione numerica dei segnali. Gli algoritmi sono progettati per analizzare il fronte d'onda del rumore di sottofondo; successivamente generano un segnale che sposterà la fase o invertirà la polarità del segnale originale. Questo segnale inverso è amplificato e un trasduttore crea onde direttamente proporzionali all'ampiezza del fronte d'onda originale, creando interferenze distruttive. Questo processo riduce effettivamente il volume percepito del rumore.
Un altoparlante con tecnologia ANC può essere sistemato dove si trova la fonte del suono da attenuare. In questo caso deve avere la stessa potenza della sorgente del rumore da eliminare. In alternativa il trasduttore può essere posizionato nel punto in cui si vuole l'attenuazione del rumore (per esempio nell'orecchio dell'ascoltatore). Questa seconda opzione richiede meno potenza, ma funziona solo per un'utenza singola. Applicare la tecnologia ANC in altre zone dello spazio è più difficile a causa della natura tridimensionale delle onde sonore: in questo caso, infatti, le onde potrebbero sommarsi e creare interferenze non distruttive, bensì costruttive (ed essere, per questo, incredibilmente controproducenti).

## Applicazioni
L'utilizzo di maggior successo di questa tecnologia si ha negli smartphone e cellulari, che grazie all'utilizzo di più microfoni riescono a cancellare o ridurre il rumore, permettendo chiamate più chiare e facilitando la comunicazione, anche se in questo la cancellazione del rumore viene eseguita sul segnale da inviare al destinatario della comunicazione.
Un'altra applicazione di successo, soprattutto dal terzo millennio è nell'ambito degli auricolari, in questo caso è sempre presente un microfono che capta il rumore esterno come nel caso dei cellulari, ma il sistema modificherà la traccia audio (qualora fosse presente) in modo da sommare un'onda sonora negativa rispetto al rumore esterno, permettendo così un miglior ascolto delle tracce audio o delle radiocomunicazioni con terzi, inoltre tale soluzione permette di utilizzare l'auricolare anche come tappo auricolare antirumore.
Le applicazioni negli elementi edilizi, come nelle abitazioni o uffici, hanno soluzioni differenti, tra cui una permette il mantenimento delle finestre aperte, senza subire il rumore esterno, mentre altre soluzioni permettono l'isolamento acustico tra stanze/uffici.